# Řád Kuvajtu
Řád Kuvajtu je druhé nejvyšší státní vyznamenání Kuvajtu založené roku 1974. Udílen je občanům Kuvajtu i cizím státním příslušníkům za vynikající zásluhy kuvajtskému národu.

## Historie a pravidla udílení
Řád byl založen 16. července 1974 kuvajtským emírem Sabahem Al-Salim Al-Sabahem. Po osvobození Kuvajtu od irácké okupace byl status řádu v roce 1991 reformován a došlo i ke kompletní úpravě vzhledu řádových insignií. Udílen je občanům Kuvajtu i cizím státní příslušníkům za vynikající služby státu.

## Třídy
Řád je udílen v jedné speciální a v pěti řádných třídách:
- speciální třída – Tato třída je vyhrazena pro zahraniční hlavy států a příslušníky královských rodin.
- I. třída
- II. třída
- III. třída
- IV. třída
- V. třída

## Insignie

### Do roku 1992
Řádový odznak měl podobu zlaté deseticípé hvězdy s cípy sestávajícími s paprsků o různých délkách. Na hvězdě byl položen zeleně smaltovaný pěticípý ornament. Uprostřed byl kulatý bíle smaltovaný medailon se zlatým lemováním. V medailonu byl vyobrazen barevně smaltovaný státní znak Kuvajtu.
Řádová hvězda měla stejný tvar jako řádový odznak, byla však větší.
Stuha speciální třídy byla zelená se dvěma úzkými bílými pruhy. U ostatních tříd byla stuha červená s úzkými bílými pruhy.

### Od roku 1992
Řádový odznak má tvar smaltované osmicípé hvězdy. Barva smaltu se u jednotlivých tříd liší. Uprostřed je státní znak Kuvajtu, který je položen na smaltovanou osmicípou hvězdu.